# David D'Eor
David D'Eor (em hebraico: דוד ד'אור) (Holon, 2 de outubro de 1965) é um cantor israelense contra-tenor.
Ele canta música contemporânea bem como clássica.